# Serranochromis meridianus

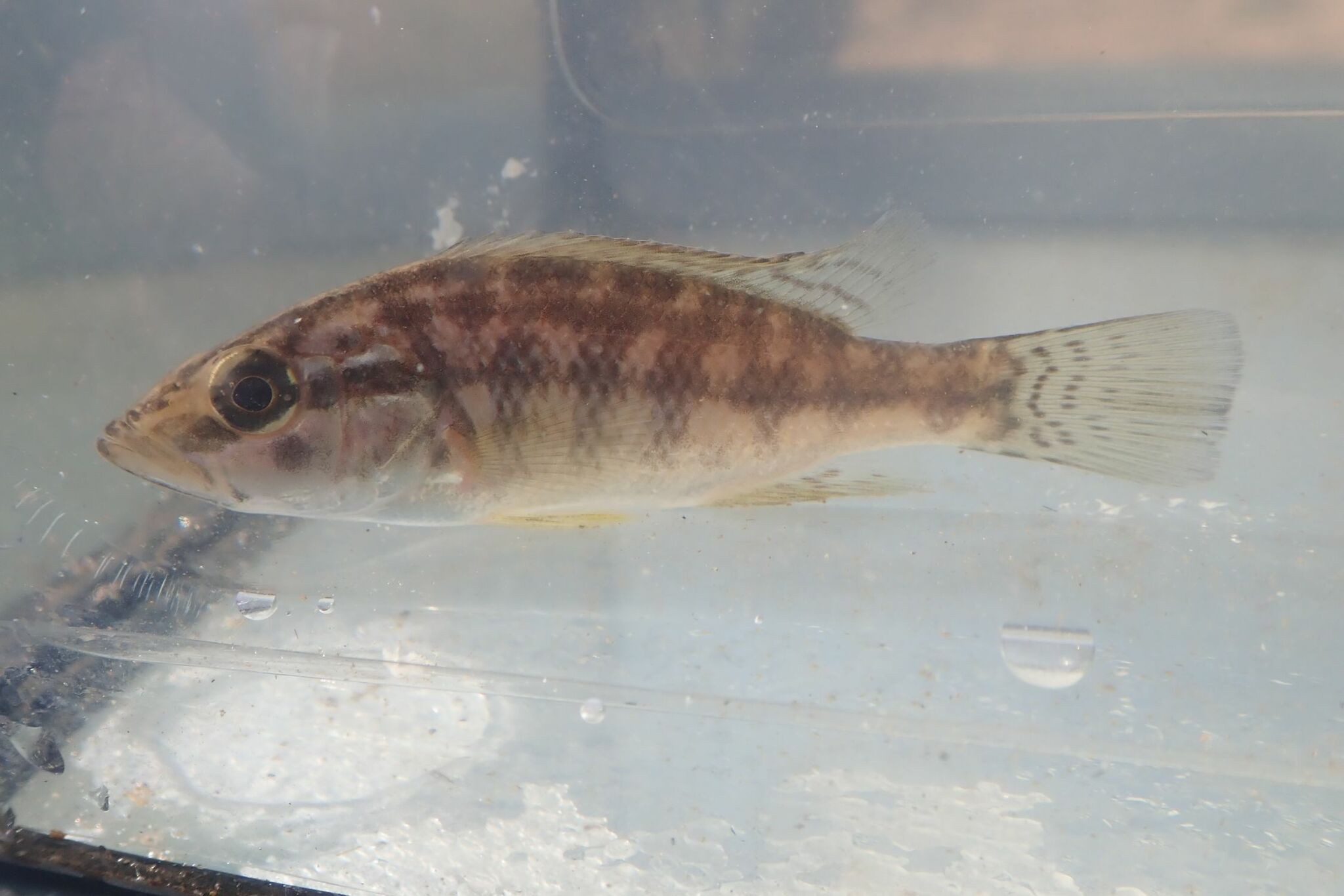
Serranochromis meridianus

Serranochromis meridianus é uma espécie de peixe da família Cichlidae.
É endémica da África do Sul.